# مارکوس تاوارز
مارکوس تاوارز (به پرتغالی: Marcos Magno Morales Tavares) مهاجم اهل برزیل است که در شهر پورتو الگره و در تاریخ ۳۰ مارس ۱۹۸۴ به دنیا آمده‌است.
مارکوس تاوارز در تیم‌های فوتبال Kedah FA سابقهٔ حضور دارد.